# Vernonia noveboracensis
Espèce
Vernonia noveboracensis est une espèce de plantes de la famille des Astéracées originaire d'Amérique du Nord.